# Rétrocessionnisme
 (février 2017).
Si vous disposez d'ouvrages ou d'articles de référence ou si vous connaissez des sites web de qualité traitant du thème abordé ici, merci de compléter l'article en donnant les références utiles à sa vérifiabilité et en les liant à la section « Notes et références ».
Le rétrocessionnisme est une idéologie et un mouvement politique mauricien influant au lendemain de la Première Guerre mondiale. Il est favorable à la cession de la colonie du sud-ouest de l'océan Indien par l'Empire britannique à la France, dans ce qu'il voit donc comme une véritable restitution un siècle après la prise de l'île de France par le Royaume-Uni à l'Empire colonial français durant les guerres napoléoniennes.

## Origine du mouvement
S'appuyant sur le constat du maintien de la domination de la culture française et du français dans la colonie, le rétrocessionnisme est notamment développé par Édouard Laurent, qui dès le début du XXe siècle soutient que la rétrocession favorisera les Mauriciens de couleur écartés de l'administration coloniale par le racisme britannique, mais qui craint tout de même l'arrivée du suffrage universel français à Maurice. D'abord opposé à des Franco-Mauriciens royalistes et hostiles à la Troisième République, parmi lesquels Anatole de Boucherville et Hervé de Rauville, il est rejoint par ceux-là à la fin de la Première Guerre mondiale, quand s'impose le principe d'autodétermination des peuples énoncé par Woodrow Wilson.
Le rétrocessionnisme a été diversement interprété par les historiens, tantôt comme une absence de patriotisme parmi les Mauriciens de l'époque, tantôt comme la manifestation d'une lutte des classes locales, tantôt encore comme une réaction primaire contre l'indianisation de la population de la colonie par l'engagisme.